# Trychosis apicalis
Trychosis apicalis là một loài tò vò trong họ Ichneumonidae.